# Paus Gregorius IV
 Gregorius IV (Rome, ca. 795 - aldaar, 25 januari 844) was paus van 827 tot 844. In oktober 827 werd hij gekozen in de Romeinse kerk Santi Cosma e Damiano, voornamelijk op voorspraak van Lodewijk de Vrome, keizer van het Frankenrijk.
Tijdens zijn pontificaat speelden zich de hiërarchie-twisten aan het Frankische hof af, ten gevolge van de vooropgestelde gebiedsdelingen. Paus Gregorius IV trok de Alpen over om te bemiddelen tussen de erfzonen van Lodewijk de Vrome én de keizer zelf. Toen hij dacht het vertrouwen te hebben gewonnen van Lotharius, de oudste zoon, en voor hem partij koos, zette deze zijn vader af en voelde de paus zich gebruikt als een marionet, wat zijn gezag ten opzichte van de Frankische bisschoppen in grote mate ondermijnde.
Op een ander vlak ijverde Gregorius IV voor de verspreiding van het christendom en stuurde daarom Ansgarius naar Scandinavië om een aanzet te geven tot bekering van de Vikingen-Noormannen.
Hij riep in 837 de gedenkdag uit voor alle heiligen en martelaren. Het werd een algemene en officiële rooms-katholieke gedenkdag: Allerheiligen. Hij stelde de datum vast op 1 november. Dit feest werd in de Oostelijke Kerk al gevierd sedert paus Bonifatius IV maar dat was wel op de eerste zondag na Pinksteren.
Paus Gregorius IV overleed te Rome op 25 januari 844.

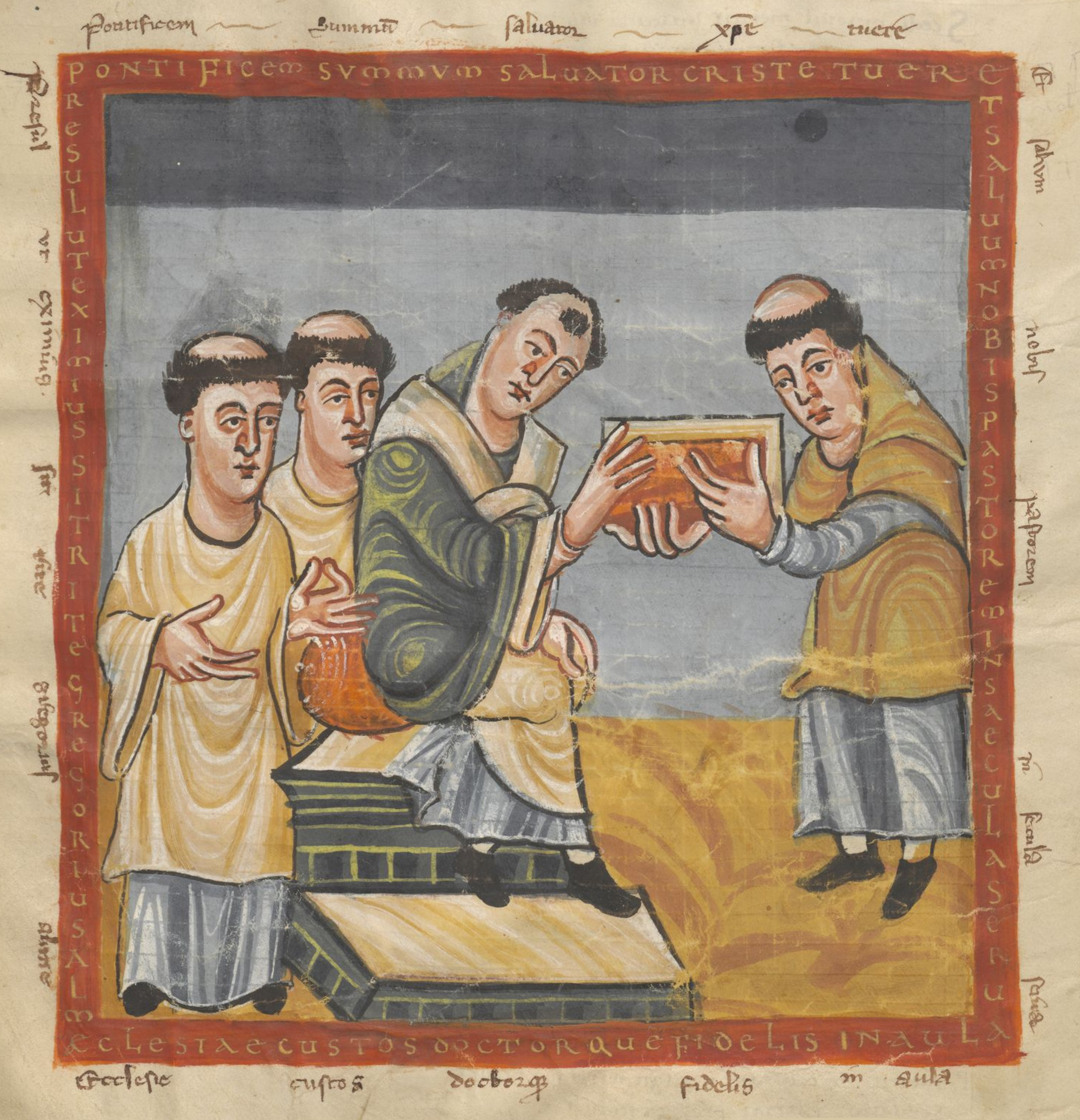
Hrabanus Maurus (rechts) presenteert zijn werk aan Gregorius IV (midden). Illustratie uit De Laude Crucis, rond 831–840

Cursief: tegenpaus